# Ибрахим Фазлиновић
Ибрахим "Ибро" Фазлиновић (Љубушки, 1896 − Карпати, 1915) био је југословенски револуционар, младобосанац и учесник у атентату на аустроугарског престолонаследника Франца Фердинанда.

## Биографија
Рођен је 1896. у махали Црквица, Љубушки у једној од најстаријих муслиманских породица у том граду. Одрастао је у сиромаштву, а рано је остао без родитеља те се сам школовао у Учитељској школи у Сарајеву. Био је нераздвојан са Ђулагом Буковцем и у свему га је пратио. Заједно са њим је учествовао у фебруарским демонстрацијама и штрајку ђака 1912. године. На овим демонстрацијама је ухапшен, а код њега је пронађен текст прве редакције општег програма којим се руководила Српско-хрватска националистичка организација у Сарајеву. Почетком јуна 1912. године, Буковац и Фазлиновић су се придружили покрету Млада Босна и предлагали су да један муслиман изврши атентат на Фрању Јосифа или неку другу истакнуту личност. Предложено је да се коцком одабере атентатор, али се Ибро пријавио да он жели да изврши тај атентат, зато што је сироче без родитеља и нико неће за њим жалити. Фазлиновић и Буковац су отпутовали у Београд, а затим у комитски логор у Врању гдје су се спремали за атентат. Сарајевски младобосанци, који су били противници атентата, су узалуд писали да одустане од атeнтата. Када је 1912. године избио Први балкански рат, Фазлиновић и Буковац су одустали од атентата.
О планирању атентата на Фрању Јосипа I или на Франца Фердинанда, сачувано је неколико записника царског и краљевског Војно-казненог завода у Терезијенштату. У изводу из записника од 17. фебруара 1913. један свједок на саслушању изјављује: Видио сам такође у Београду Ибру Фазлиновића и Ђулагу Буковца. Ја сам становао у истом дворишту што и Фазлиновић и то у Ломиној 47. Кад сам дошао други пут у Београд и то половином аугуста 1912. године, затекао сам тамо Ибру Фазлиновића, а кад сам одлазио из Београда, почетком септембра, оставио сам га у Београду. У међувремену видио сам и сам да путују по унутрашњости Србије, а рекао ми је то и Гаврило Принцип који је био с њиме интиман. Од колега Гавре Принципа и Јове Палавестре и других сам чуо да је Фазлиновић прије био аранжирани Хрват и противник Срба, па сам случајно у говору дошао у сукоб с њиме ради тога па сам му предбацио да тако своје политичко мишљење мијења, јер да сада јесте напредњак, те сам му надаље предбацио да је промијенио име и под туђим именом станује у Београду, те сам му још рекао да хоћу то полицији пријавити, на што ми је он одвратио "можеш". Свједок Хасан Прохић, 18 година, ђак Учитељске школе у Сарајеву у изјави датој 24. јануара 1913. године наводи да се у октобру 1912. године састао са Буковцем и Фазлиновићем на станици у Добоју: Некако око 20. октобра 1912. године, идући из Грачанице у Сарајево, састао сам се са Ибрахимом Фазлиновићем и Буковцем из Љубушког, који је био, премда је муслиман, у шеширу, на колодвору у Добоју. У разговору оклен иду, казали су мени Фазлиновић и Буковац да су били у Србији, а Фазлиновић и у Русији, те да иду у Сарајево. После Сарајевског атентата 1914. године, Ибро Фазлиновић, тада ученик 4 године сарајевске препарандије је одмах затворен и саслушан је 18. јула 1914. код владиног повјереника за Сарајево. Из затвора је регрутован у аустроугарску војску. Погинуо је на Карпатима 1915. године, у 19. години живота.